# Deportaciones de mexicanos desde Estados Unidos
La deportación —también llamada repatriación— de mexicanos desde Estados Unidos es la expulsión de personas de dicho país derivado de la inmigración mexicana.

## Antecedentes
La inmigración mexicana a Estados Unidos es un fenómeno que se remonta al siglo XIX. Hacia los años 50 del siglo XX la demanda de trabajadores y trabajadoras mexicanas aumentó debido a la Segunda Guerra Mundial, principalmente en campos agrícolas, una fuerza laboral conocida como Programa Bracero. Al término de la guerra, Estados Unidos y México acordaron hacer una deportación masiva de estos trabajadores, por lo que estos inmigraron a un gran número de ciudades mexicanas fronterizas con la consecuente reducción en su nivel de vida y repercutiendo en desempleo. A partir de 1950 Estados Unidos solicitaría mayor cantidad de trabajadores contratados legalmente, pero en 1964 el gobierno de ese país decidió terminar el programa. A raíz de dicha terminación iniciaría un movimiento de resistencia con líderes como Dolores Huerta, Gilbert Padilla y César Chávez, con el ascenso en consecuencia de la United Farm Workers.